# Anomalon novemmaculatum
Anomalon novemmaculatum är en stekelart som beskrevs av Kusigemati 1991. Anomalon novemmaculatum ingår i släktet Anomalon och familjen brokparasitsteklar. Inga underarter finns listade i Catalogue of Life.